# Riu Sec (Vallès Occidental)
El riu Sec, també ortografiat de vegades el Riu-sec, neix al municipi de Matadepera, dins el Parc Natural de Sant Llorenç del Munt i l'Obac, i travessa el Vallès fins a desembocar el riu Ripoll. Passa pels municipis de Terrassa, Sabadell, Sant Quirze del Vallès, Badia del Vallès, Cerdanyola del Vallès i Ripollet.

## Qualitat de l'aigua
El seu nom prové del fet que antigament la seva llera estava seca en determinades èpoques de l'any presentant fortes i sobtades crescudes estacionals. La degradació ja històrica de la qualitat de les seves aigües, només millorada sensiblement des de la construcció, l'any 1992, de la depuradora de Sant Pau de Riu-sec, ha estat motiu continu de les queixes veïnals degut a les males olors. Tot això ha fet plantejar a les diferents administracions competents d'engegar una sèrie de plans de millora encaminats també a una recuperació paisatgística del seu entorn i a la prevenció dels efectes de les possibles riuades. En l'actualitat, amb la implantació del sistema MBR a la depuradora del riu Sec s'ha millorat notablement la qualitat de l'aigua.